# Eilema squamata
Eilema squamata är en fjärilsart som beskrevs av Arnold Pagenstecher 1886. Eilema squamata ingår i släktet Eilema och familjen björnspinnare. Inga underarter finns listade i Catalogue of Life.